# Nerf auriculo-temporal
Le nerf auriculo-temporal est une branche sensitive du nerf mandibulaire (V3), lui-même issu du nerf trijumeau (V).
Il se détache du nerf mandibulaire à sa sortie du foramen ovale, dans la fosse infra-temporale. Il croise ensuite l'artère méningée moyenne de manière caractéristique, en se séparant en deux bras qui entourent l'artère et qui se réunissent ensuite.
Par après, le nerf auriculo-temporal traverse la parotide et longe l'artère temporale superficielle, devant l'oreille. Il est responsable de la sensibilité de la partie antérieure de l'oreille et de la tempe.